# Lách tách họng nâu
Lách tách họng nâu, tên khoa học Fulvetta ludlowi, là một loài chim trong họ Sylviidae. Chúng được tìm thấy ở Ấn Độ, Bhutan, Myanmar, Nepal và Trung Quốc.